# Skogsbalalajkaspindel
Skogsbalalajkaspindel (Episinus angulatus) är en spindelart som först beskrevs av John Blackwall 1836.  Skogsbalalajkaspindel ingår i släktet Episinus och familjen klotspindlar. Arten är reproducerande i Sverige. Inga underarter finns listade i Catalogue of Life.